# Amos Guttman
Amos Guttman (in ebraico עמוס גוטמן‎?; Sita Buzăului, 10 maggio 1954 – Tel Aviv, 16 febbraio 1993) è stato un regista israeliano.

## Biografia
Nato in Romania, Amos Guttman si è trasferito in Israele a sette anni. Dopo aver frequentato l’Beit Zvi, iniziò la sua carriera nel 1975 e diresse tre cortometraggi tra 1977 e 1982. Tra 1983 e 1993, Guttman girò quattro film. Era dichiaratamente  omosessuale e la maggior parte dei suoi film si basava su eventi che accaddero nella sua vita privata. Ha diretto il primo film a tema LGBT del cinema israeliano.
Amos Guttman è stato parte di un gruppo di giovani registi israeliani che chiedevano film di qualità a spese del cinema commerciale. Con la sua filmografia creò una lingua cinematografica ricca e stilosa, dal tocco unico. I suoi film erano notevoli per la grande attenzione rivolta al contenuto visivo. Attori come Jonathan Sagall e Alon Abutbul hanno recitato nei suoi film le performance di svolta delle loro carriere.
È morto l’16 febbraio 1993 all'età di 38 anni, stroncato dall’AIDS.
A Guttman è dedicato il film Snails in the Rain, film del 2013 diretto da Yariv Mozer.

## Filmografia

### Regista
- Drifting (1975) - cortometraggio
- Returning Premiers (1976) - cortometraggio
- A Safe Place (1977) - cortometraggio
- Drifting (1983)
- Bar 51 (1985)
- Himmo, King of Jerusalem (1988)
- Amazing Grace (1992)